# Саят-Нова
Сая́т-Нова́ (вірм. Սայաթ-Նովա; азерб. Sayat-Nova; перс. سایات‌نووا; груз. საიათ-ნოვა), справжнє ім'я Арутюн Саядян (вірм. Հարություն Սայադյան) (1712 або 1722—1795) — вірменський поет, музикант, ашуг, майстер любовної лірики.
Протягом більш ніж 150 років життя та творчість відомого поета є предметом вивчення та дискусій у середовищі літераторів, мовознавців, істориків, філософів. Тим не менше, багато важливих обставин й подробиць біографії ще й сьогодні залишаються до кінця нез'ясованими та невивченими. Великою мірою цьому сприяв сам поет — великий майстер літературних містифікацій, автор своєї неповторної кодованої мови. Достовірних даних збереглося небагато – це випадкові свідчення з пісень поета, сторінки рукописних збірок, складені ним та його сином Оганом, рукописи, переписані Саят-Новою, письмові грузинські джерела, спогади сучасників, які знали його персонально та перекази. Поет писав вірші на декількох мовах — збереглося його 60 творів вірменською, 34 — грузинською і 115  татарською, більшість з останніх поки не опубліковані і зберігаються в Азійському музеї в Санкт-Петербурзі.

## Біографія

### Походження
Дослідники вказували різні дати народження поета — 1712, 1717, 1722 роки. Найбільш прийнятною вважають дату, запропоновану Г. Ахвердяном (першим біографом Саят-Нови), — 1712 рік.
Саят-Нова народився в сім'ї біженця із Алеппо Махтесі Карапета Саядяна і Сарри, родом із Санаїна (Північна Вірменія). Жили вони на Авлабарі, тодішній вірменській околиці Тифлісу. Жили бідно. Батько був глибоко віруючою людиною: префікс Махтесі до імені свідчив, що він здійснив прощу в Єрусалим. Немає єдиної думки щодо того, де народився великий поет. Вважалось, що Саят-Нова народився і ріс у Тифлісі. Про це він говорив у своєму вірші:
«Где ж родился Саят? Сказал тот — Хамадан, Этот — Инд. Нет, отец мой из дальних был стран: Жил в Алеппо; а мать — авлабарка; мне дан Свет в Тбилиси — свою в нем нашел я судьбу». (рос. переклад К.Ліпскерова).
Згодом стали відомі свідчення грузинського царевича, почесного члена Російської Академії Наук Теймураза Багратіоні (1782—1846): Саят-Нова «був родом із Санаїна — села удільного маєтку царевича Георгія, з вірмен, що проживали в Грузії». За Теймуразом, майбутній поет був кріпаком батька Теймураза, Георгія (пізніше грузинського царя Георгія XIII). Тому існує версія (М. Асратян) про Санаїн як місце народження поета. До того ж, його мати була кріпачкою царевича Георгія і походила зі Санаїну.
При хрещенні хлопчик отримав ім'я Арутюн Саядян (на тифліському діалекті вірменської мови — Арутін).

### Дитинство та юність
З дитинства хлопчик виявляв надзвичайні здібності та потяг до музики та віршування. Час від часу він пише свої перші вірші, вчиться грати на східних музичних інструментах, сам складає мелодії на власні вірші. У авторській примітці до вірменської пісні він пише:
«Я, син махтесі Арутін змалку до 30 років був зайнятий всілякими піснями, а покровительством святого Карапета навчився грати на каманчі, чонгурі та амбурі».
Саят-Нова мав неабиякі здібності і до науки — ще в юному віці досягнув вершин освіченості. Невідомо, чи мав Саят-Нова початкову освіту. Орфографічні та граматичні помилки, які знаходили дослідники у рукописних збірках пісень, переписаних Саят-Новою, говорять про те, що він, скоріше за все, не мав системної шкільної освіти (Г. Асатур, П. Севак). За іншою версією (Налбандян В. С.) вважається, що початкову освіту він здобув у школі при вірменському монастирі в Санаїні. Саят-Нова володів закавказькими мовами — (грузинською, вірменською та азербайджанською (тюркською)) та їхніми діалектами, а також мовою фарсі (її белуджською версією, яка вважалась літературною вершиною перської мови).
Але його обдарованість не сприяла зароблянню грошей. Родина жила бідно. Арутюна ще в дитинстві віддали вчитися ремеслу ткача. Існують свідчення Г. Ахвердяна, що і в цій справі Саят-Нова виявив свій геній. Він винайшов портативний ткацький верстат, який дозволив йому займатися ткацтвом вдома. На той час ткачі працювали на вулиці, бо громіздкі верстати вимагали простору. В подальшому, протягом практично всього мирського етапу життя Саят-Нова годував сім'ю ткацтвом.

### Ашуг

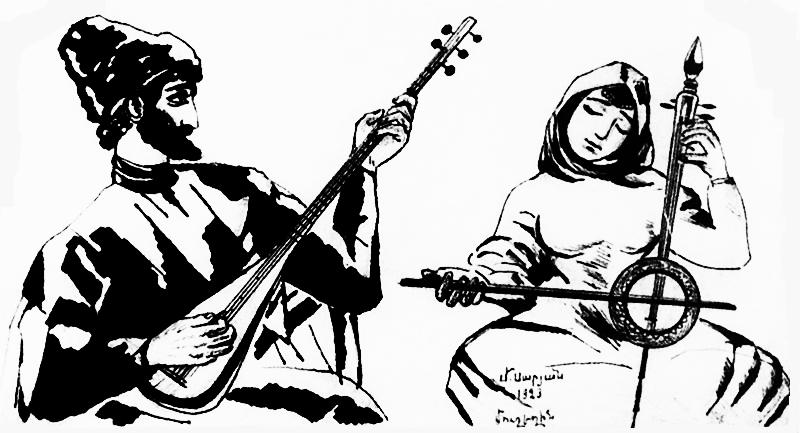
Саят-Нова — ашуг. М.Сар'ян, 1923

Г. Ахвердян вважав, що Арутін став захоплюватись піснями вже у роки опанування ткацьким ремеслом, що вважалось звичайним явищем серед вірменських ремісників-ашугів. Пізніше він зріс як творець, став професійним співаком-ашугом і здобув славу під іменем Саят-Нова.
Заробіток ашугів був дуже непостійним. Але Саят-Нова все ж залишає ткацтво і стає ашугом. Все більше часу присвячує він народному просвітництву як співець-поет. У віршованій формі трьома мовами він оспівує засади життєвої мудрості, моралі, засуджує розбещеність і пихатість «сильних миру цього». Примітно те, що пісні його трьома мовами ані змістом, ані формою ніколи не повторювали, а лише доповнювали одна одну. «Я — Саят-Нова!» — так назвав він себе. Це ім'я стало приводом для суперечок щодо його етимології. Дослідниками було запропоновано багато варіантів: «Знаменитий мисливець», «Новий вчитель», «Цар співів», «Володар музики», «Викрадач сердець пісень», «Онук Саяда» або «Саядян». Проте народ і зараз називає Саят-Нову «Царем співів».
Саят-Нова, за одностайними свідченнями сучасників, був незрівнянним музикантом і співаком з чаруючим голосом. За словами поета Паруйра Севака, який здобув зразу докторський ступінь за кандидатську дисертацію «Саят-Нова», його талантів вистачило б на шістьох — композитора, музиканта, співака і трьох поетів.
Рівень майстерності ашуга виявлявся на змаганнях. Змагальним інструментом ашуга була ерудиція, загадки та мовні каверзи. Перемогою вважалось завдати удару своєму конкуренту каверзним питанням у людному місці. Саят-Нова був майстром словесної еквілібристики. Існує легенда, ніби один чужоземний ашуг запитав поета, чи не знає він такого відомого ашуга — Саят-Нову, з яким приїхав позмагатись, і чи насправді той великий ашуг. Саят-Нова відповів трьома азербайджанськими словами, які у перекладі означають «не знаю, не бачив, не знайомий». Той не зрозумів відповіді. Але Саят-Нова додав: «Я вказав тобі його місце». Ці три слова з іншим наголосом передавали інше значення: «Знай, це я; поглянь, це я; дізнайся, це я». Суперник знову не зрозумів, на що Саят-Нова сказав: «Ти не зрозумів моїх слів, а ще хочеш змагатися з Саят-Новою?!». Зрештою чужоземець здогадався, що перед ним Саят-Нова і, присоромлений, залишив місто.
Майстер-ашуг, яким, безумовно, був Саят-Нова, використовував при записі своїх творів усі відомі йому абетки. У питаннях термінів він дозволяв собі вольності, які були зрозумілі сучасникам Саят-Нови, але стали потім загадкою для нащадків, бо були часто вигадані самим майстром.

### Придворний співак
Чутки про талант та популярність молодого ашуга дійшли й до палацу грузинського царя Іраклія II. У той час Саят-Нова був кріпаком у царевича Георгія, перебуваючи у його почті. Існує дві версії їх знайомства. За однією з версій, його викрали лезгини під час набігу на Тифліс, а Іраклій II зміг його викупити в Османській імперії на традиційному работорговому базарі (тоді Саят-Нова вже був відомим ашугом, або Іраклій II став першим, хто оцінив його талант належним чином і ввів до свого двору). За другою версією, Саят-Нова міг брати участь у східному поході Надір-шаха у почті Іраклія II, бо у віршах поет говорить про Афганістан та Белуджистан як очевидець (І.Степанян).
Цар запросив Саят-Нову до себе придворним поетом та сазандаром. Саме з нього розпочалась традиція грузинського ашузтва, бо до того часу при дворі було прийнято співати на фарсі — найпоширенішій мові перської ашузької школи.
Спершу цар Іраклій ставився до Саят-Нови дуже доброзичливо і прихильно. Сам ашуг розповідав, що перед ним не тільки були відкриті двері, його не тільки запрошували заради гострослів'я, він також був задіяний і у мирських справах. У яких саме, не дуже відомо, хоча є відомості, що Іраклій II відправляв його до Османської імперії з дипломатичною місією (І.Степанян). За свідченнями відомого літературознавця 2-ї половини XIX та 1-ї чверті XX сторіччя Мтацмінделі (літературний псевдонім Захарія Чичинадзе), цар залишив без уваги скаргу князів на уїдливий вірш Саят-Нови про кріпацтво та їхнє прохання заборонити йому писати.
Але, навіть незважаючи на розум і талант, на прихильне ставлення царя, життя поета не було безтурботним. Заздрісні та пихаті придворні, бездарні поети, часто знатного роду, висміювали походження простолюдина, намагалися принизити, обмовити його, аби тільки позбутися талановитого та зухвалого кріпака. Але слово було його ремеслом, і спровокувати його на відповідну реакцію їдкою сатирою було дуже легко. Врешті-решт заздрощі придворних та їх наклепи досягали своєї мети, і Саят-Нову вигнали з царського двору.
Вигнання поета також пов'язують з коханням до сестри Іраклія II Анни Батонішвілі (Г. Асатур, П. Севак, Г. Бахчинян). Свідоцтвом цього ніби є розмаїття любовної лірики, яка, як вважається, оспівує кохання поета саме до цієї жінки (сам поет вказує на неї у поезії). Але ніхто з сучасників не знав про цей роман, тому немає свідоцтв. Така версія здається деяким вченим сумнівною, схожою на помсту простолюдина аристократу. Але високоморальна людина, якою був Саят-Нова, навряд чи могла віддячити своєму покровителю такою недостойною і зневажливою для Сходу поведінкою (І. Степанян). Є й інша версія (А. Асланян), що цією жінкою була дочка Іраклія II. Хто б не була ця таємнича жінка, більшість дослідників схиляються до того, що трагічне кохання мало місце у його долі.
Версія про вигнання ашуга тільки через кохання до жінки не всім ученим здається правдивою, адже через 2-3 роки Іраклій ІІ знову повернув його до двору. Вірогідніше, що ця історія стала відома царю через роки і, можливо, стала головною причиною остаточного віддалення Саят-Нови від двору та наступних переслідувань. Після вигнання душевні муки поета посилюються, він драматично переживає розлучення з коханою.

### Роки в монастирі і смерть
У відносинах між придворними та Саят-Новою, який нещадно критикував їх, нічого не змінилось і після повернення ашуга до двору. Але цього разу Іраклій II, потрапивши на гачок інтриг, не дав поету навіть виправдатися і остаточно вигнав його. Вороги Саят-Нови цього разу домоглися більшого — вони переконали Іраклія силою постригти поета в монахи. Його вислали до Персії, у провінцію Гілян, до вірменської церкви Анзалі, де він прийняв духовне ім'я Степанос. Через деякий час йому дозволили повернутися до Грузії. Саят-Нова продовжив службу приходським священиком у селищі Кахи. Але нещастя його тривали. 1768 року померла дружина Мармар, що подарувала йому двох синів, Огана та Меліксета, та дочок — Сарру та Маріам. Йому був наданий сан вардапета (вченого монаха), після чого Саят-Нова був засланий до Ахпатського монастиря у містечко Лорі на території Північної Вірменії. За версією І. Степаняна, поет сам відмовився від світського життя і постригся у монахи.
Суворі монастирські закони все ж не змогли примусити замовкнути ліру Саят-Нови. Не полишив він і зносин із зовнішнім світом і своїми слухачами, продовжує змагання в ашузькій майстерності.
У вересні 1795 року, дізнавшись про наступ перського шаха Ага-Мехмеда Каджара на Грузію та його наближення до Тифлісу, Саят-Нова поспішив із монастиря до столиці, де перебували його діти, та відправив їх на Північний Кавказ, у Моздок, а сам залишився у Тифлісі. Перські війська вдерлися до міста, грабуючи та вбиваючи мешканців. Разом із багатьма іншими християнами Саят-Нова шукав притулку в церкві св. Геворга під Мец Бердом. Перські солдати знайшли його там у молитві. Вони вимагали вийти з церкви та зректися своєї віри. Але Саят-Нова відмовився і загинув під ударами перських ятаганів.

## Поетична та музична спадщина
Творчість Саят-Нови відкрив шанувальник вірменської літератури і збирач народних пісень Геворг Ахвердян (Ю. Ф. Ахвердов, 1818—1861), який видав першу збірку його віршів у Москві 1852 року. Пізніше побачили світ «Вибрані вірші» (Баку, 1914), «Повне зібрання віршів» вірменською мовою (Єреван, 1932).
З усього літературного спадку у письмовому вигляді зберігся лише Давтар («Зошит»); до нього додаються записи, зроблені сином Оганом (Іваном Сеїдовим) на замовлення грузинського принца Теймураза (1782—1846), який персонально знав Саят-Нову. За даними дослідників, до нащадків дійшли понад 230 творів Саят-Нови (60 — вірменською мовою, 34 — грузинською, 115 — азербайджанською; за даними Є.Мартиросяна 1937 року).
Досліджували творчість Саят-Нови Г. Ахвердян, Я. Полонський, Г. Асатур, В. Брюсов, О. Туманян, Й. Грішашвілі, М. Асратян, Г. Леонідзе, К. Кекелідзе, О. Барамідзе, Л. Меліксет-Бек, Г. Левонян, Н. Акбалян, Р. Абраамян, Г. Абов, С. Арутюнян, Х. Саркисян, П. Севак, С. Гайсарьян, М. Сеїдов.
Музика збереглася завдяки відомим композитору та музикознавцю Мушегу Агаяну (1888 р. н.) та співаку Шарі Таляну, які збирали по селах його пісні. Очевидно, переходячи від співака до співака, пісні Саят-Нови зазнали змін, але в них збереглась його складна музична стилістика, яка не спростилася в процесі народного виконання або була ще складнішою.
Центральне місце у творчості Саят-Нови займала соціальна та любовна лірика. Велике значення вона мала для удосконалення поетики вірменського вірша. Поет і перекладач В. Брюсов зазначав, що його твори «сповнені асонансів, алітерацій, повторних та внутрішніх рим, він один із найвищих майстрів «звукопису», яких знала світова поезія». Вірші Саят-Нови свого часу перекладали російською мовою В. Брюсов, М. Лозинський, А. Тарковський, С. Шервінський, К. Ліпскеров, В. Потапова та інші.

## Вшанування пам'яті

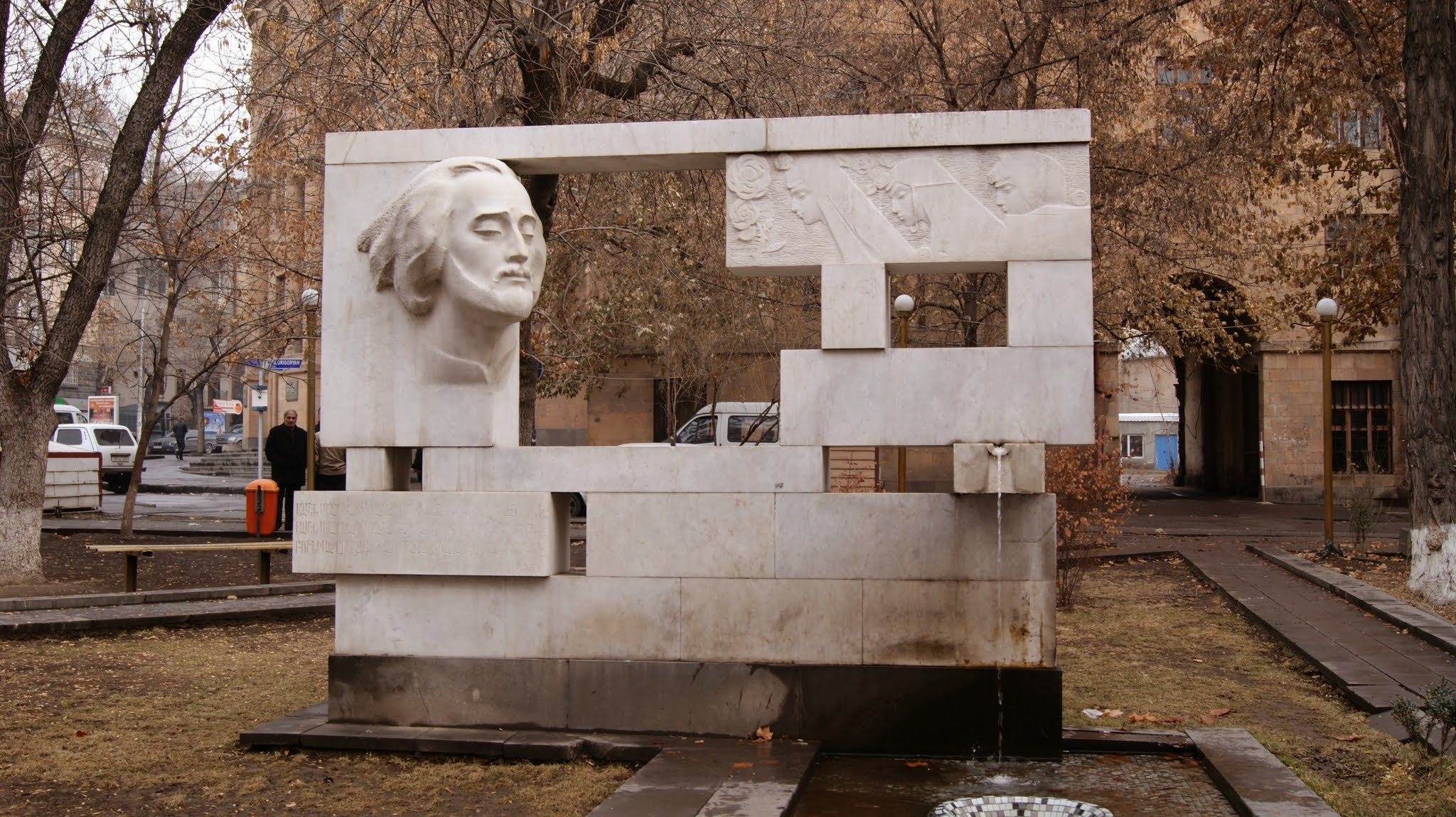
Пам'ятник Саят-Нові у Єревані

Пам'ять великого поета відзначають у Тбілісі щороку в останню неділю травня, на Свято Троянд — Вардатон. Цю традицію започаткували 1914 року поет О. Туманян та художник Г. Башінджагян. Шанувальники творчості Саят-Нови сходяться з яскраво-червоними трояндами на грудях до його могили на подвір'ї вірменської церкви Сурб Геворк. Це свято високої поезії та чарівної музики. Багато років на ньому виступає найстарійший народний ансамбль «Саят-Нова», очолюваний народним артистом Грузії Мукучем Казаряном. Вони виконують твори Саят-Нови, граючи, зокрема, і на каманчі, одному з улюблених інструментів поета.
1960 року Г. Мурадян і К. Арзуманяном створили на Вірменському телебаченні музичну мелодраму «Саят-Нова».
1963 року в Єревані (Вірменія) з'явився проспект Саят-Нови.
За рішенням Всесвітньої Ради Миру, 1963 року ювілей Саят-Нови широко відзначали в багатьох країнах світу. Тоді ж перший біограф поета Паруйр Севак разом з режисером Г. Баласаняном зняв фільм-хроніку «Саят-Нова» (про святкування 250-річного ювілею поета).
У 1967—1968 роках відомий кінорежисер Сергій Параджанов створив свій видатний шедевр — фільм «Саят-Нова», але він вийшов на екрани лише 1970 року зі значними купюрами. Перероблений на замовлення чиновників Держкіно СРСР режисером С. Юткевичем, він став називатись «Колір граната».
Режисер Левон Григорян створив документальний фільм «Згадки про Саят-Нову». У ньому представлені унікальні негативи оригінальних кадрів, вирізаних з фільму Параджанова, які дивом збереглися. Фільм демонстрували на кінофестивалях «Золотий абрикос» (Єреван), «Владикавказ-2006» та RomaCinemaFest (жовтень 2006 р.).
Пісні Саят-Нови у радянські часи виконував гусанський ансамбль пісні і танцю ім. Саят-Нова під керівництвом В.Саакяна. Тепер їх виконують відомі музиканти та співаки Дживан Гаспарян, Сейран Мурадян, Грант Айрапетян, Татевік Оганесян, Шарль і Седа Азнавур та інші.
1969 року вірменський композитор Олександр Арутюнян створив оперу «Саят-Нова».
Іменем Саят-Нови названі селища, вулиці, школи, творчі колективи, навіть за кордоном (Бостон, 1986) створили танцювальний колектив «Саят Нова» (The Sayat Nova Dance Company of Boston (SNDC)), проводять фестивалі ашузького мистецтва та пісенні конкурси його імені.